# 亞洲電視體育節目列表
下表只列出在本港台及國際台播放的體育節目。

## 本港台
- 2002世界盃賽事精華（2002年）
- 東亞足球錦標賽2003（2003年）（主持：丁偉傑、何靜江、陳炳安）
- 歐洲聯賽冠軍盃直播（2003－2006年）（主持：丁偉傑、何靜江、陳炳安，嘉賓主持：徐國安、吳群立、梁帥榮）
- 歐洲聯賽冠軍盃雜誌（2003－2006年）（主持：丁偉傑）
- 西班牙甲組足球聯賽精華（2003－2006年）
- 歐洲國家盃2004（2004年）
- 2004雅典奧運（2004年）（主持：黃子雄、徐嘉乐、張慧慈、繆美詩）
- 體壇一週（2005-2008年）
- 世界盃球星大特寫（2006年）
- 世界盃列強巡禮（2006年）（主持：丁偉傑）
- 2006世界盃賽事精華（2006年）（主持：丁偉傑、何靜江、陳炳安、梁帥榮）
- 德國盃精華（2006年）
- 德國盃（nowTV借出評述員）
- 日本職业聯賽直播（2006年）（主持：徐嘉諾、何靜江）
- 為中國加油（2008北京奧運特備節目）（2008年）（主持：李麗珊、顧紀筠、谷德昭、林曉峰、袁彩雲）
- 蘇格蘭超級聯賽（2008-2009年）（主持：蘇子傑、徐國安、梁禮勤）
- 國際足球戰報（2009年）（主持：蘇子傑、梁禮勤）
- U21歐洲國家盃2009（2009年）（主持：蘇子傑、徐國安、梁禮勤）
- 足球狂熱（2013年）（主持：徐國安、伍偉樂、黃文韜、邢安邦、梁承傑）
- 香港超級聯賽（2014-2015年）

| 首播日期 | 播映時間    | 類別 | 節目名稱                              | 主持/演出/旁白 | 官方網頁 | 備註 |
| -------- | ----------- | ---- | ------------------------------------- | -------------- | -------- | ---- |
| 01月11日 | 01:10-03:05 | 足球 | 足球狂熱 港超聯：太陽飛馬 對 和富大埔 |                |          |      |
| 01月11日 | 03:05-04:55 | 足球 | 足球狂熱 港超聯：黃大仙 對 標準流浪   |                |          |      |
| 01月11日 | 14:20-16:30 | 足球 | 足球狂熱 港超聯：東方 對 天行元朗     |                |          |      |
| 01月18日 | 01:35-03:25 | 足球 | 足球狂熱 高級組銀牌賽：傑志 對 東方   |                |          |      |
| 01月25日 | 01:35-03:25 | 足球 | 足球狂熱 港超聯：和富大埔 對 YFC澳滌  |                |          |      |
| 02月1日  | 01:30-03:25 | 足球 | 足球狂熱 聯賽盃：東方 對 天行元朗     |                |          |      |
| 02月1日  | 01:10-03:00 | 足球 | 足球狂熱 港超聯：標準流浪 對 YFC 澳滌 |                |          |      |
| 02月15日 | 01:30-02:55 | 賽馬 | 賽後你點睇                            |                |          |      |
| 02月28日 | 01:30-03:20 | 足球 | 足球狂熱 足總盃：天行元朗 對 沙田     |                |          |      |
| 03月8日  | 01:35-03:25 | 足球 | 足球狂熱 港超聯：和富大埔 對 東方     |                |          |      |
| 03月15日 | 01:45-03:40 | 足球 | 足球狂熱 港超聯：天行元朗 對 黃大仙   |                |          |      |
| 04月12日 | 01:45-03:35 | 足球 | 足球狂熱 足總盃：傑志 對 和富大埔     |                |          |      |
| 04月19日 | 01:40-03:30 | 足球 | 足球狂熱 港超聯：黃大仙 對 和富大埔   |                |          |      |

## 國際台
- NBA每周精選（1994－2005年）
- NBA精華（1994－2005年）
- 歐洲聯賽冠軍盃精華（2003－2006年）（主持：TIM BREDBURY、DEREK CURRIE、粵語評述：丁偉傑）
- 歐洲聯賽冠軍盃精選（2003－2006年）（主持：TIM BREDBURY、DEREK CURRIE、粵語評述：丁偉傑）
- 歐洲聯賽冠軍盃雜誌（2003－2006年）
- 西班牙甲組足球聯賽精華（2003－2006年）
- 歐洲國家盃2004（2004年）
- 世界盃列強巡禮（2006年）
- 世界盃列強大檢閱（2006年）
- 亞洲聯賽冠軍盃（2008年）
- 超級帆船賽（2009年）
- 足球狂熱（2013年）（主持：徐國安、伍偉樂、黃文韜、邢安邦、梁承傑）
- 蘇格蘭超級聯賽（2013--）（主持：徐國安、邢安邦、 何栢霖、梁承傑、伍偉樂）
- 香港超級聯賽（2014-2015年）